# Eugraphe funkei
Eugraphe funkei är en fjärilsart som beskrevs av Rudolf Püngeler 1901. Eugraphe funkei ingår i släktet Eugraphe och familjen nattflyn. Inga underarter finns listade i Catalogue of Life.